# ソコー (メイン州)
ソコー（サコ、サコー、英: Saco [ˈsɑːkoʊ]）は、アメリカ合衆国メイン州のヨーク郡にある都市。人口は2万0381人（2020年）。市内にはフェリービーチ州立公園、アミューズメントパークのファンタウン・スプラッシュタウンUSA、私立学校のソーントン・アカデミーがある他、防衛産業のジェネラル・ダイナミクスの子会社であるジェネラル・ダイナミクス・アーマメント・システムズ（元はソコー・ディフェンスと呼ばれた）がある。アミューズメントパークがあることや、オールドオーチャードビーチに近いことから、夏季には観光で賑わう。
ソコーはビデフォードとソコー川を挟んで双子都市になっている。広域ではポートランド都市圏に含まれる。

## 歴史
ソコーとなった地域はアベナキ族インディアンの領土であり、要塞化された集落がソコキス・トレイルの上、ペクオーケット（現在のフライバーグ）の地にあった。1630年、プリマス会社からトマス・ルイスとリチャード・ボニソンが土地の払下げを受けたこの町は、海岸沿いに4マイル (6 km)、内陸に8マイル (13 km) 広がっていた。ウィンターハーバーの一部（最初はビデフォードと呼ばれた）として1631年に入植され、当時はビデフォードを含んでいた。1653年にマサチューセッツ植民地議会により、ソコーとして法人化された。
フィリップ王戦争の1675年、町はインディアンの攻撃を受けた。開拓者達は安全を求めて川の河口まで後退し、後に残した家や製材所は焼かれた。ソコーはニューイングランドとヌーベルフランスが領有を争う場所であり、フランスがインディアンを同盟者として組み入れた。ウィリアム王戦争の1689年、再度インディアンに襲われ、何人かの住人が捕虜に取られた。1702年から1709年には敵対関係が高まっていたが、1713年のポーツマス条約によって沈静化された。町が再建され、1718年にはビデフォードとして法人化された。しかし平和は長続きせず、14の駐屯地を巻き込んだダマー戦争の1723年に再度攻撃された。1723年の8月と9月、ソコーとニューハンプシャーのドーバーにインディアンの襲撃があった。しかし1724年、マサチューセッツの民兵隊が、イギリス人開拓地への襲撃を編成していたケネベック川沿いのアベナキ族陣地ノリッジウォックを破壊した。この地域の危険性が減り、特に1745年にルイブールの戦いでフランスが敗北した後はなおさらだった。フレンチ・インディアン戦争は最終的に1763年パリ条約によって終結となった。
1762年、ビデフォードの川の北東にある地域がペパレルバラとして分離した。この名前はルイブールの戦いの英雄であり、後に町の執政官となったウィリアム・ペパレル卿から採られた。エイモス・チェイスがペパレルバラの開拓者の1人だった。チェイスは最初のタウンミーティングで町会議員に選ばれ、会衆派教会の初代助祭になった。チェイスは地域最大級の納税者であり、アメリカ独立戦争のときは町の通信委員会と検査委員会の委員を務めるなど町の著名人となった。
町の住人はペパレルバラという名前がわずらわしいものになり、1805年にソコーに改名された。1867年には市として法人化された。ソコーは製材業の中心となり、リトルフォール・プランテーション（現在のデイトン、ライマン、ホリスおよびリミントンの一部）から川を筏で流し、ソコーの製材所で切断された。1827年、この町では2,100万フィート (6,400,000 m) の材木を製材し、その幾らかは造船に利用された。
ファクトリー・アイランドでは、ソコー鉄工所が1811年に操業を始めた。ソコー・マニュファクチャリング社が1826年に綿布工場を設立し、岩盤を通して運河が彫られ、水力を提供した。この工場は1830年に焼失したが、1831年にはヨーク・マニュファクチャリング社の工場ができた。1842年にポートランド・ソコー・アンド・ポーツマス鉄道が開通し、ファクトリー・アイランドは大きな繊維産業の中心に発展し、ソコーとビデフォードの川面には大きなレンガ造りの建物が並んだ。その他の産業としては鍛造工場、ベルトとハーネスの製造、機械工場があった。しかし20世紀に入ってニューイングランドの繊維産業が衰退し、ヨーク・マニュファクチャリング社は1958年に閉鎖された。しかし繁栄した工場町時代の名残が、ジョージア調、連邦調、ギリシャ復古調、ビクトリア調の素晴らしい建築として残された。現在多くの建物がアメリカ合衆国国家歴史登録財に指定されている。
ソコーは環境に優しい都市になる階梯を上っている。2007年初期フロント通り外れにある水処理場の近くに風力発電機が建設された。2007年12月にもヨークヒル頂点にもう1つの風力発電機が建設され、アムトラックのダウンイースターが停車する新しい駅に電力を供給している。これはファクトリー・アイランドを再生させる計画の一部であり、朽ちてしまった放棄工場の幾つかの再生や、新しいタウンハウスやマリーナの建設が計画されている。ソコー市では成長過程にある産業団地が2つあり、さらに1つを開発中である。

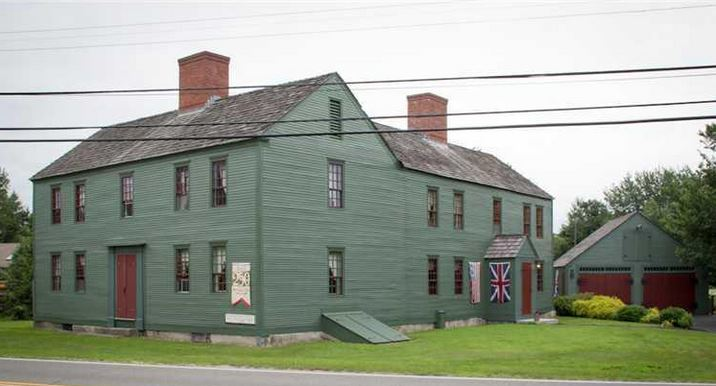
エイモス・チェイス邸、フェリー道路、1743年頃建設
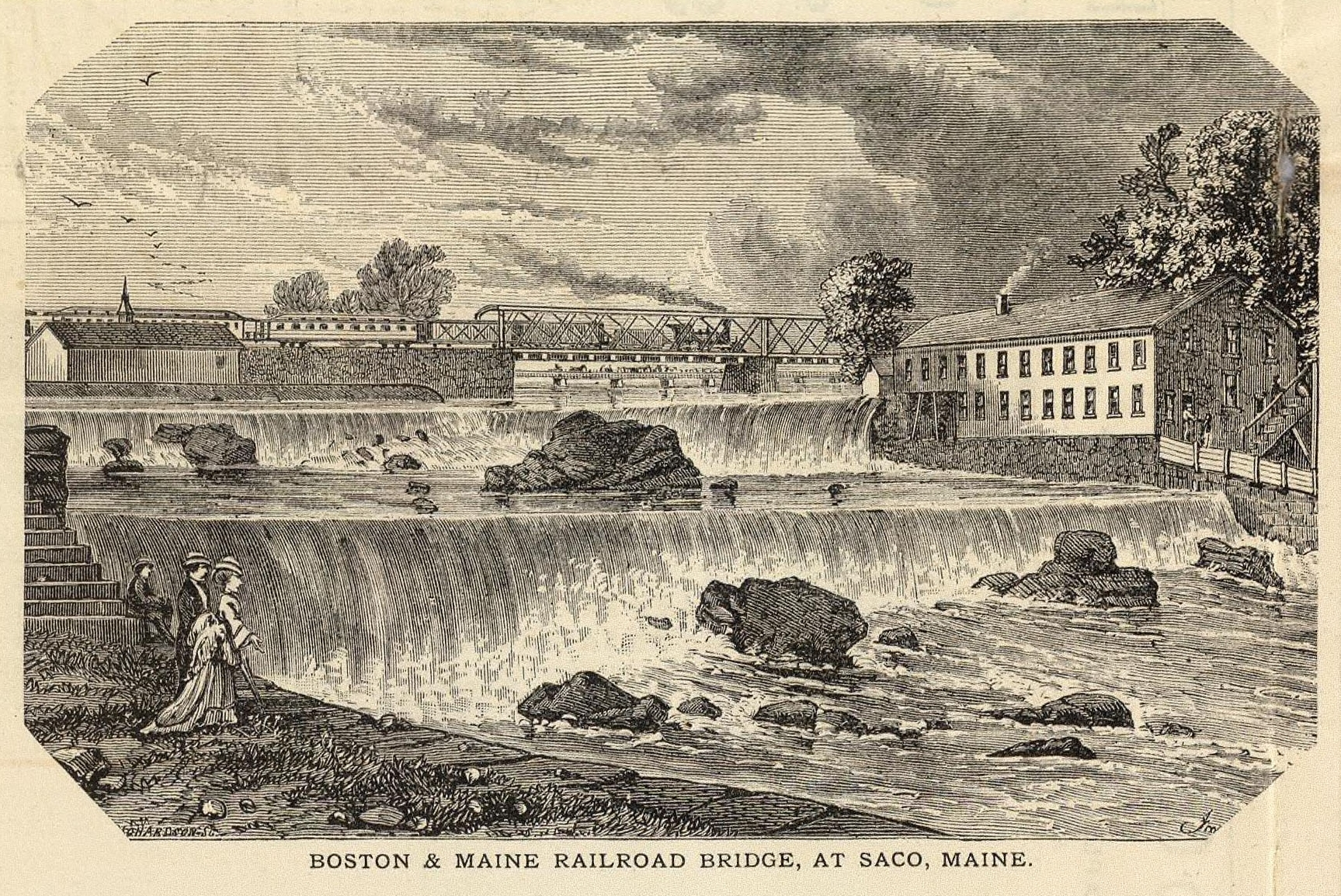
ボストン・アンド・マリーン鉄道の列車、1879年頃
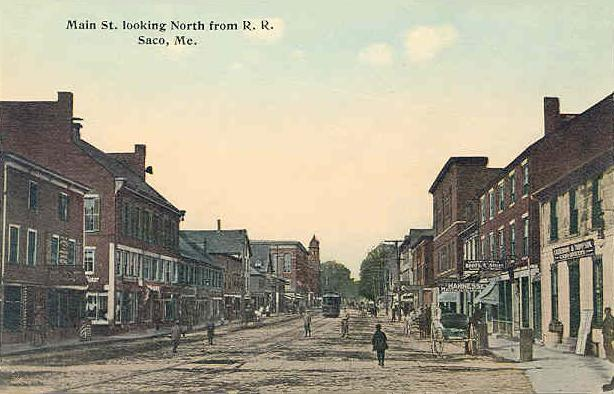
メインストリート、1912年頃
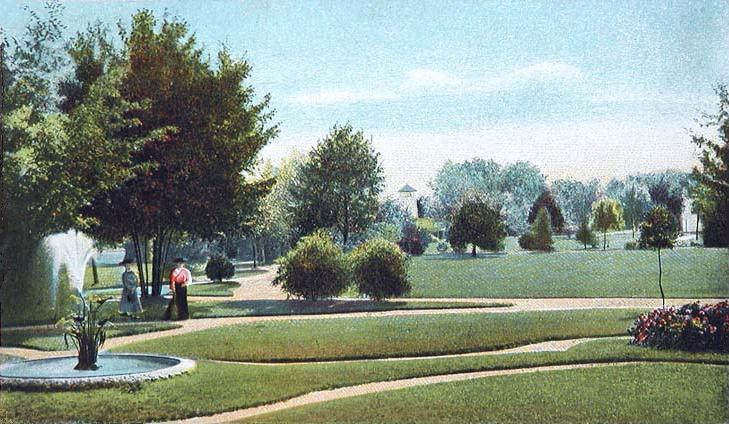
ペパレル公園、1906年
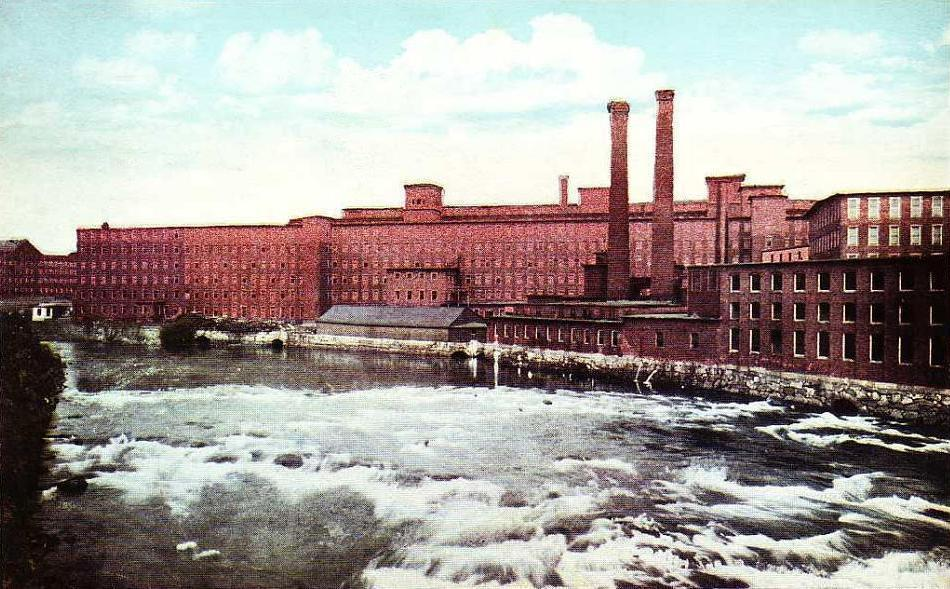
ヨーク・マニュファクチャリング社、1916年

## 地理

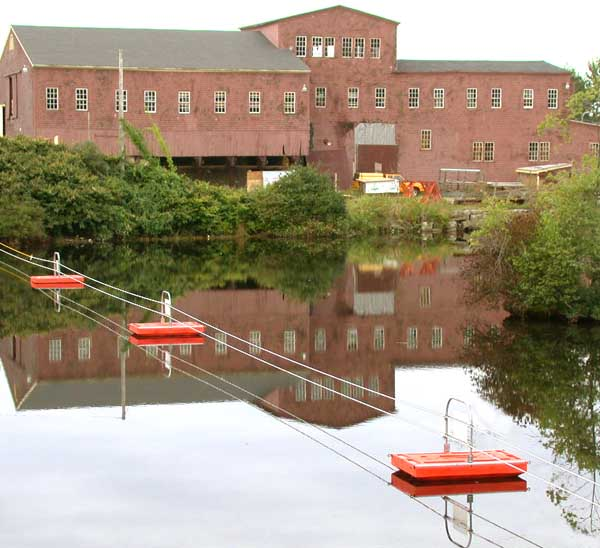
ソコー川

ソコー市は北緯43度30分38秒 西経70度26分42秒 / 北緯43.51056度 西経70.44500度 (43.510425, -70.444920)に位置している。
アメリカ合衆国国勢調査局に拠れば、市域全面積は52.76平方マイル (136.65 km2)であり、このうち陸地38.46平方マイル (99.61 km2)、水域は14.30平方マイル (37.04 km2)で水域率は27.11%である。メイン湾の一部であるソコー湾に接しており、市内をソコー川が流れている。
ソコー市はソコー川の対岸にビデフォード市があり、他にスカボロー、バクストン、デイトン、オールドオーチャードビーチの町と接している。

### 地形
ソコーの地形は、海浜、草原、森林、沼地があり、多様である。

## 人口動態

### 2010年国勢調査
以下は2010年の国勢調査による人口統計データである。
| 基礎データ - 人口: 18,482 人 - 世帯数: 7,623 世帯 - 家族数: 4,925 家族 - 人口密度: 185.6人/km2（480.6 人/mi2） - 住居数: 8,508 軒 - 住居密度: 85.4 軒/km2（221.2 軒/mi2） 人種別人口構成 - 白人: 95.7% - アフリカン・アメリカン: 0.7% - ネイティブ・アメリカン: 0.2% - アジア人: 1.7% - その他の人種: 0.3% - 混血: 1.4% - ヒスパニック・ラテン系: 1.3% | 年齢別人口構成 - 18歳未満: 21.9% - 18-24歳: 7.6% - 25-44歳: 25.6% - 45-64歳: 30.5% - 65歳以上: 14.3% - 年齢の中央値: 42歳 - 性比（女性100人あたり男性の人口） - 総人口: 93.4 世帯と家族（対世帯数） - 18歳未満の子供がいる: 28.5% - 結婚・同居している夫婦: 49.2% - 未婚・離婚・死別女性が世帯主: 10.7% - 非家族世帯: 35.4% - 単身世帯: 27.0% - 65歳以上の老人1人暮らし: 10.0% - 平均構成人数 - 世帯: 2.38人 - 家族: 2.88人 |

### 2000年国勢調査
以下は2000年の国勢調査による人口統計データである。
| 基礎データ - 人口: 16,822 人 - 世帯数: 6,801 世帯 - 家族数: 4,590 家族 - 人口密度: 168.8人/km2（437.2 人/mi2） - 住居数: 7,424 軒 - 住居密度: 74.5軒/km2（193.0 軒/mi2） 人種別人口構成 - 白人: 97.91% - アフリカン・アメリカン: 0.32% - ネイティブ・アメリカン: 0.15 - アジア人: 0.51% - 太平洋諸島系: 0.09% - その他の人種: 0.10% - 混血: 0.93% - ヒスパニック・ラテン系: 0.58% | 年齢別人口構成 - 18歳未満: 25.0% - 18-24歳: 6.8% - 25-44歳: 32.1% - 45-64歳: 22.2% - 65歳以上: 13.9% - 年齢の中央値: 37歳 - 性比（女性100人あたり男性の人口） - 総人口: 91.0 - 18歳以上: 87.7 世帯と家族（対世帯数） - 18歳未満の子供がいる: 33.1% - 結婚・同居している夫婦: 53.3% - 未婚・離婚・死別女性が世帯主: 10.6% - 非家族世帯: 32.5% - 単身世帯: 25.2% - 65歳以上の老人1人暮らし: 10.1% - 平均構成人数 - 世帯: 2.44人 - 家族: 2.93人 | 収入と家計 - 収入の中央値 - 世帯: 45,105米ドル - 家族: 52,724米ドル - 性別 - 男性: 35,446米ドル - 女性: 25,585米ドル - 人口1人あたり収入: 20,444米ドル - 貧困線以下 - 対人口: 8.2% - 対家族数: 7.1% - 18歳未満: 9.4% - 65歳以上: 10.8% |

有権者登録数
| 民主党         | 5,282  | 38.15% |
| 無党派         | 4,874  | 35.20% |
| 共和党         | 3,080  | 22.24% |
| グリーン独立党 | 605    | 4.37%  |
| 合計           | 13,843 | 100%   |

## 交通

### 空港
ポートランドにあるポートランド国際ジェットポートはソコーから23キロメートルにある。

### 鉄道

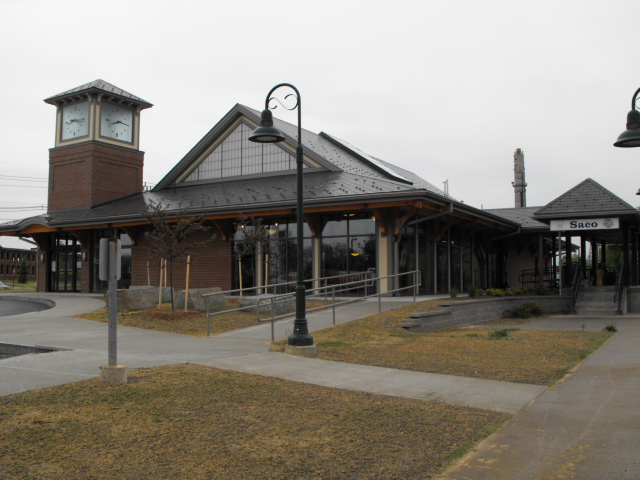
ソコー駅

アムトラックのソコー駅はメイン・ストリート138にある。ブランズウィックとボストン間の昼行中距離列車ダウンイースター号が1日5往復停車する。

### バス
シャトルバスとズームバスが地方交通を担当している。

### 道路
市内は州間高速道路95号線、アメリカ国道1号線、州間高速道路195号線が通っている。また州道では5号線、9号線、112号線、117号線が通っている。ソコー、ビデフォード、オールドオーチャードビーチの3市を結ぶタクシーもある。

## 教育

### 学校の一覧
- フェアフィールド学校（幼稚園から2年生）
- ヤング学校（幼稚園から2年生）
- C・K・バーンズ学校（3年生から5年生）
- ソコー中学校（6年生から8年生）[27]
- ソーントン・アカデミー（9年生から12年生）
- ソーントン中学校（6年生から8年生）
- ソコー転換bプログラム（6年生から12年生）
- ザ・スクール・アット・スウィーツァー（1年生から12年生）
- ソコーアイランド学校（9年生から12年生）

### 以前にあった学校
- ノートルダム・ド・ルーアデス学校（幼稚園から8年生）、2009年閉校

### 高等教育機関
- ユニバーシティカレッジ

## 見どころ

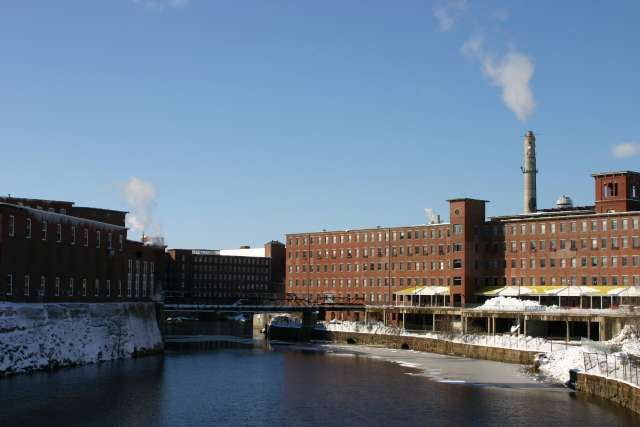
現在のソコーとビデフォードの工場

- ダイアー図書館
- ファンタウン・スプラッシュタウンUSA